# JDS Hyūga
Ne doit pas être confondu avec Hyūga (cuirassé).
Le JS Hyūga (DDH-181) est un destroyer porte-hélicoptères (DDH dans la classification du Japon) de la Force maritime d'autodéfense japonaise, lancé le 23 août 2007. C'est le second navire à porter le nom de l'ancienne province d'Hyūga, après un croiseur cuirassé du début du XXe siècle et le premier de la classe Hyūga.

## Service
Le navire et son sister ship, le JS Ise ont pris part aux opérations de secours après le tremblement de terre et le tsunami de Tōhoku en 2011, il a servi à livrer des vivres et à apporter des secours aux sinistrés.